# Капрал

Нарукавна нашивка капрала Армії США

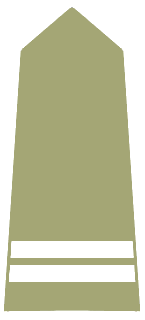
Погон капрала Сухопутних військ Війська Польського

Капра́л (англ. corporal, пол. kapral, італ. caporale, фр. caporal, рос. капрал) — найнижче військове звання молодшого командного складу та найнижчий унтер-офіцерський (сержантський) чин у сухопутних військах багатьох країн світу, а також поліції.
Капрал — спеціальне звання національної поліції України (з 2015 року), Служби судової охорони (з 2018 року), Державного бюро розслідувань (з 2019 року). Належить до молодшого складу. Не прирівнюється до звання старший солдат НГУ.

## Місце у військовій ієрархії
Чин капрала, як правило, має молодший сержантський (унтер-офіцерський) склад — командир секції, команди або відділення солдатів. Водночас, у армії США, капрал звичайно є командувачем вогневої команди в складі відділення або заступником командира відділення. У Корпусі морської піхоти капрал може бути командувачем вогневої команди, кулеметної команди, обслуги міномета, групи штурмової зброї, а також командиром важкої артилерійської системи (середнього або важкого міномета, великокаліберного кулемета, обслуги ПТКР, гаубиці тощо), й броньованої бойової машини (танка, бронетранспортера, БМП тощо).
У країнах, що успадкували традиції армії Британської імперії, це звання вище за звання рядового або солдата. Однак, Канада, Італія, Норвегія мають іншу систему, при якій звання капрала отримує найбільш досвідчений та перспективний солдат, що навіть отримує підвищений посадовий оклад, водночас, він не є командиром для решти солдатів підрозділу.

## Історія чину
Слово «капрал», ймовірно, має своє походження від середньовічного італійського словосполучення італ. capo corporale («начальник команди»). Це також має свої коріння з традиції призначати одного з молодших командирів начальником особистої охорони офіцерів італійської армії.
У Російської імперії з'явилося в 1647 році, в полках «нового ладу», офіційно введено «Військовим статутом» Петра I. Капрал міг посідати посаду командира відділення (так зване «капральство»). У першій половині XIX сторіччя, за часів правління Миколи I, звання капрала було замінено на звання унтер-офіцера.
У деяких сучасних збройних силах, в тому числі й у Збройних силах України капралові відповідає звання «молодший сержант». У німецькій армії йому приблизно рівні звання обер-єфрейтора, гаупт-єфрейтора та штабс-єфрейтора.
У Національній поліції України звання «капрал» є спеціальним званням молодшого складу, яке відповідає колишньому званню «молодший сержант міліції».
У військовій ієрархії НАТО, ранг «капрала» або його еквівалент, у залежності від національних традицій, належить до стандарту Альянсу OR-4 або OR-3.

## Спеціальне звання поліції України (з 2015)
2 липня 2015 року згідно ст. 80 розділу VII («Загальні засади проходження служби в поліції») Закону України «Про Національну поліцію», були встановлені спеціальні звання поліції. Нові звання дещо відрізняються від попередніх спеціальних звань міліції. Згідно ст. 83 Закону мінімальний строк вислуги для отримання звання капрал встановлено в один рік.
Згідно розділу XI «Прикінцеві та перехідні положення» при переатестації працівники міліції, що мали спеціальне звання молодший сержант міліції, отримують спеціальне звання капрала поліції.
За знаки розрізнення капрали мають по два кути на погонах.

## Спеціальне звання Служби судової охорони (з 2018 року)
12 липня 2018 року Законом України № 2509-VIII «Про внесення змін до Закону України „Про судоустрій і статус суддів“ у зв'язку з прийняттям Закону України „Про Вищий антикорупційний суд“» було внесено зміни до Закону України «Про судоустрій і статус суддів», яким запроваджено спеціальні звання Служби судової охорони. Згідно з ст. 164 мінімальний строк вислуги для отримання звання капрал встановлено в один рік, аналогічно до Національної поліції України.
Знаки розрізнення капрала Служби судової охорони ідентичні до поліцейських.

## Спеціальне звання Державного бюро розслідувань (з 2019 року)
16 травня 2019 року Законом України № 2720-VIII «Про внесення змін до деяких законів України щодо удосконалення діяльності Державного бюро розслідувань» було внесено зміни до Закону України «Про Державне бюро розслідувань», якими запроваджено спеціальні звання Державного бюро розслідувань, серед яких — звання капрала.

## Військове звання України (2016)

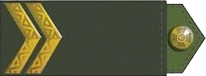
Знаки розрізнення капрала (2016)

5.07.2016 року був затверджений Президентом України «Проект однострою та знаки розрізнення Збройних Сил України». В Проекті серед іншого розглянуті військові звання та знаки розрізнення військовослужбовців. У військовій ієрархії Сухопутних військ та Повітряних сил з'являється звання «капрал», яке за кодуванням НАТО відноситься до рангу OR-3. За знаки розрізнення капрали мають по два кути на погонах.
Звання капрала вище за звання старшого солдата, але нижче за сержанта.

## Галерея

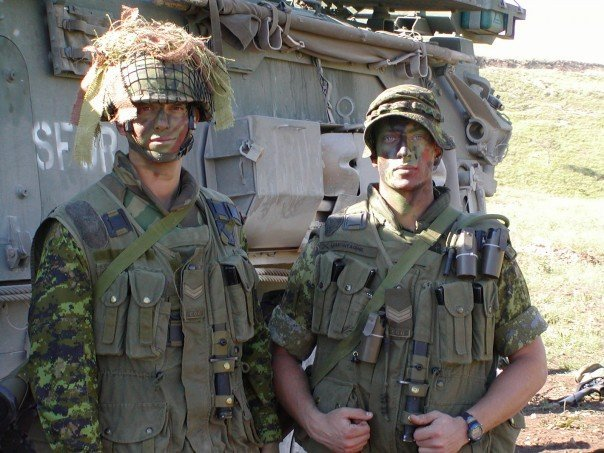
Капрали канадських ЗС у Боснії і Герцеговині
Капрал швейцарської гвардії на французькій службі, 1883
Капрал Російської армії, 1700-33 рр.